# Great Northern Railway (Gran Bretaña)

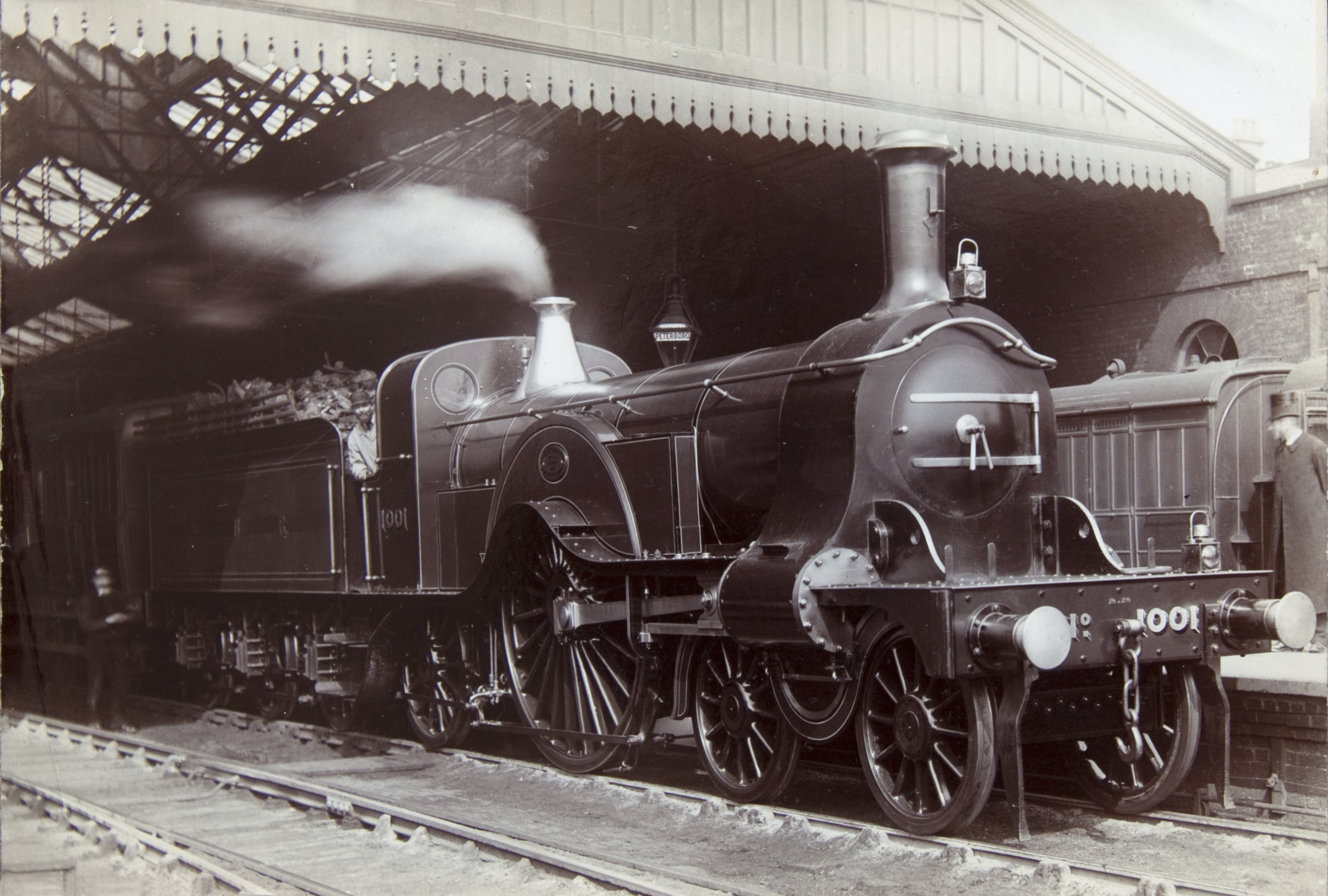
El expreso Stirling "Single" 4-2-2 del Great Northern Railway en la estación de ferrocarril de Peterborough. Al introducirse en 1876, estas eran las locomotoras más rápidas del mundo.

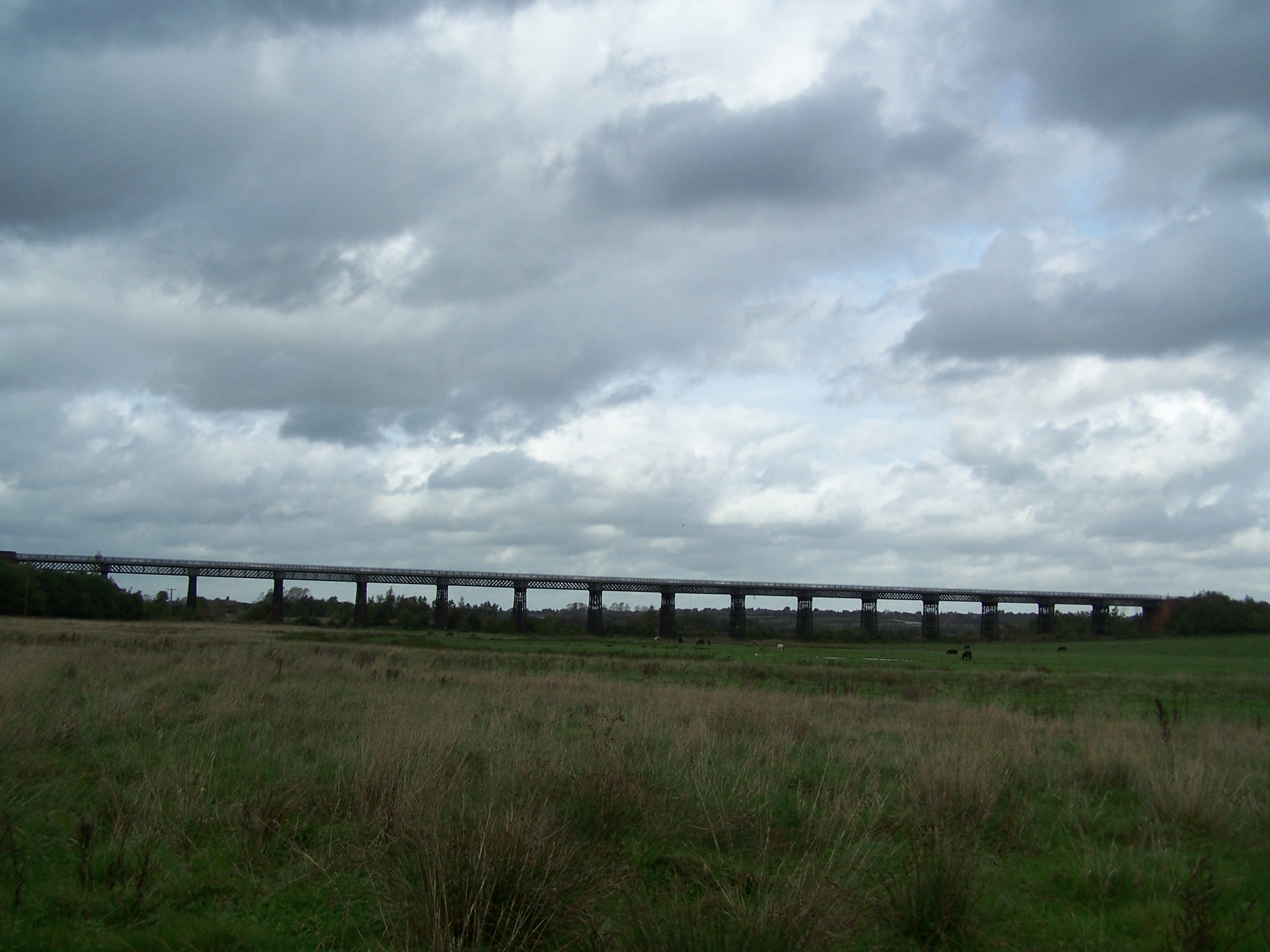
El Viaducto de Bennerley en el empalme de Awsworth hasta el ramal de Derby en 2006.

Great Northern Railway (GNR) fue una compañía británica de ferrocarriles establecida por el Great Northern Railway Act de 1846. El 1 de enero de 1923, la compañía perdió su autonomía, al fusionarse, junto a otras empresas, en la nueva compañía London and North Eastern Railway.
La línea principal circulaba desde King's Cross, en Londres, por Hitchin, Peterborough y Grantham, hasta York, con una desviación desde Peterborough hasta Bawtry (sur de Doncaster) por Boston y Lincoln, y líneas secundarias hasta Sheffield La línea principal llegó a ser parte del East Coast Main Line.

## Historia

### Década de 1840
El primer prospecto del Great Northern Railway (inicialmente llamado London and York Railway) se hizo público el 3 de mayo de 1844, y los planes se depositaron en la legislatura de ese año para las siguientes líneas:
- Línea principal de Londres a York.
- Desviación desde Peterborough hasta Bawtry por Boston y Lincoln.
- Línea secundaria desde Bawtry hasta Sheffield.
- Línea secundaria desde Doncaster hasta Wakefield.
- Línea secundaria hasta Bedford.
- Línea secundaria desde Stamford hasta Spalding.

La línea se aprobó en su segunda lectura en la Cámara de los Comunes a pesar de la fiera oposición del London and York Railway y el nuevo Midland Railway, que en ese momento tenían el monopolio desde Londres hasta Leeds y el tráfico de York, y a pesar de un informe adverso del Departamento de Comercio y Exportación.
En la sesión de 1845, el gran número de proyectos ferroviarios más la oposición de las compañías establecidas y de los proyectos rivales hicieron que el proyecto de ley de Londres y York fallara al quedarse sin tiempo, aunque no fuera rechazado.
El proyecto de ley de Londres y York finalmente recibió la aprobación real el 26 de junio de 1846 como The Great Northern Railway Act, 1846. La Ley otorgaba poderes para construir la línea principal y las desviaciones. Además, en la sesión de 1846, se otorgaron concesiones a varias compañías aliadas para crear líneas desde Boston hasta Grimsby y desde Stamford hasta Spalding, la cual nunca se construyó, y también desde la sección de Hitchin hasta Royston solo de un propuesto Oxford and Cambridge Railway.
La construcción del Great Northern comenzó primero en la sección del ramal desde Peterborough hasta Gainsborough, pues la facilidad de construcción sobre los llanos pantanos prometía una temprana amortización de la inversión. Dado que el parlamento había rechazado el tramo propuesto desde Bawtry hasta Sheffield, en su lugar se consideró que la desviación se reincorporaría a las líneas locales en Rossington, de modo que no se realizaron obras en la desviación del norte de Gainsborough. El GNR sufrió un revés en 1848 cuando este ramal fue rechazado, pero pronto se hicieron planes para usar la línea autorizada del Manchester, Sheffield and Lincolnshire Railway desde el empalme de Sykes (en la desviación norte de Lincoln) hasta Retford, y después por su propia línea principal, y rápidamente se autorizaron los contratos a ambas líneas.
El primer tramo se abrió el 1 de marzo de 1848 y fue la sección desde Louth hasta Grimsby del East Lincolnshire Railway la que, aunque nominalmente era independiente, fue arrendada al GNR desde el principio. La primera sección del GNR preparada para su apertura fue la de 5 kilómetros desde Doncaster hasta el empalme de Askern, donde se puso fin a la conexión con la línea del Lancashire and Yorkshire Railway (LYR) desde Knottingley.
La línea de East Lincolnshire se inauguró desde Louth hasta Boston el 1 de octubre de 1848, y el 17 de octubre, la variante se abrió entre el empalme de Werrington y Lincoln, con los ferrocarriles del GNR usando la línea de Midland desde el empalme de Werrington hasta Peterborough. Las líneas del GNR y MS&LR, que permitían el recorrido desde Lincoln hasta Doncaster por Retford, fueron inauguradas el 4 de septiembre de 1849.
Los objetivos inmediatos en el norte eran Leeds y York. El 30 de junio de 1847, el GNR obtuvo la concesión del LYR desde Askern hasta Wakefield por Knottingley, y también desde Knottingley hasta Methley en el Midland. El 16 de octubre, el Midland autorizó al GNR circular desde Methley hasta Leeds.
El 23 de febrero de 1849, el York and North Midland Railway aceptó en principio dar al GNR la jurisdicción desde Burton Salmon hasta York, y también la de una nueva línea que se construiría desde Knottingley hasta Burton Salmon. Este nuevo trayecto se inauguró en junio de 1850, momento en el que se formalizó el acuerdo y, a cambio, el GNR consintió no seguir adelante con su propia línea principal desde Askern hasta York por Selvy.

#### Primeros 32 kilómetros desde Londres
Desde 1846 hasta 1849, George Turnbull fue el ingeniero encargado por William Cubitt para el Distrito de Londres del Great Northern Railway. Turnbull supervisó la construcción de los primeros 32 kilómetros de línea fuera de Londres, incluyendo puentes, múltiples zanjas y los túneles Copenhague, Tottenham, South Barnet, North Barnet y South Mimms (estaba particularmente orgulloso de la alineación de los túneles). En diciembre de 1848 estuvo ocupado con los planos de la estación de Kings Cross y haciendo pasar la línea por Regent's Canal. El 2 de febrero de 1849, se hizo el último remate en Holloway Bridge. El 27 de marzo, Edward Purser colocó el primer ladrillo en el túnel Copenhague, y el primer ladrillo del túnel de East Barnet fue colocado el 23 de abril. Hubo muchos problemas relacionados con el cemento en los túneles de Tottenham y South Mimms: Turnbull dejó de utilizar el cemento; la formación blue lias fue reemplazada (esto se hizo quemando la arcilla azul de los túneles y pulverizándola).
Otro de los ingerieros que trabajaban a cargo de Cubitt fue James Moore, quien siguió diseñando el primer tren de vapor comercial en Australia para Melbourne and Hobson's Bay Railway Company.

### Década de 1850

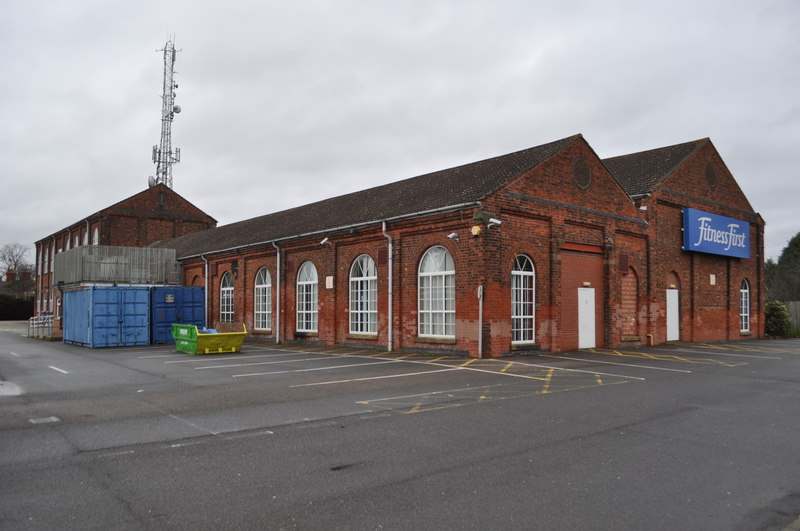
El antiguo GNR se encuentra en Boston, Lincolnshire

El 7 de agosto de 1850 se abrió la línea principal desde una estación provisional en Maiden Lane, Londres, hacia Peterborough. La sección restante entre Peterborough y Retford se inaugruró en 1852, como hizo el nuevo terminal de Londres en la estación de Kings Cross. La construcción ferroviaria de Doncaster se abrió en 1853, reemplazando las instalaciones provisionales en Boston.
El 1 de agosto de 1854, el Leeds, Bradford and Halifax Junction Railway (LB&HJR) se inauguró entre Leeds y el empalme de Bowling cerca de Bradford. Puesto que había obtenido la concesión de esta línea (el derecho a manejar locomotoras y trenes) y una sección del LYR, el GNR consiguió el acceso a Bradford y Halifax. En 1857, el West Yorkshire Railway inauguró su línea directa desde Wakefield hasta Leeds por Ardsley. El GNR tenía la concesión para esta línea e inmediatamente empezó a usarla en lugar de la línea Midland por Methley. Además, en 1857, el LB&HJR mencionado previamente inauguró una línea directa desde Ardsley hasta Laisterdyke, cerca de Bradford. En 1851, mediante acuerdo con el MS&LR, el GNR inició un servicio desde Londres hasta Mánchester por Retford, y a partir de 1859, el GNR también circulaba hasta Huddersfield por Penistone.
A finales de la década de 1850, el GNR había conseguido acceso a la mayor parte del oeste de Yorkshire, aunque sin poseer ninguna línea más allá del empalme de Askern, a unos pocos kilómetros al norte de Doncaster. Los beneficios sacados del tráfico de carbón desde esta zona hasta Londres llevaron al Great Eastern Railway y Lancashire and Yorkshire Railway a presentar un proyecto de ley para crear una línea troncal desde Doncaster a través de Lincolnshire, pero este fue rechazado por el Parlamento tanto en 1865 como en 1871.
Más al sur, se inauguró una línea secundaria desde Hitchin hasta Royston y hasta Shepreth en marzo de 1850, que fue usada por el GNR. Este tramo debía enlazar con una línea del GER previamente autorizada en Shepreth. El GER no había construido esta línea, pero se opuso a que la concesión del GNR se extendiera desde Shepreth hasta Cambridge. El GER llegó a un acuerdo para construir la sección de Shepreth a Cambridge y más tarde controló toda la línea desde Hitchin durante 14 años, adquiriendo el GER la costosa garantía que el GNR le había dado a la compañía Hitchin & Royston.
El Ambergate, Nottingham, Boston and Eastern Junction Railway se inauguró desde Colwick, cerca de Nottingham, hasta Grantham en julio de 1850 (usando una estación provisional en Grantham mientras se completaba la línea local). En mayo de 1852, el GNR aceptó explotar esta línea, pero el Midland se opuso al acuerdo, y no fue hasta 1861 que el GNR tomó posesión formal. La obstrucción del Midland en el tráfico del GNR en Nottingham condujo a que el ANB&EJR solicitara una concesión para construir una línea paralela desde Colwick hasta su propia estación en Nottingham en London Road.
En el este de Grantham, el Boston, Sleaford and Midland Counties Railway se inauguró desde la cercanía de Grantham hasta Sleaford en junio de 1857 y hasta Boston en abril de 1859. Las compañías independientes también construyeron ramales secundarios desde Essendine hasta Stamford y Bourne, y desde Welwyn hasta Hertford y hasta Dunstable por Luton, todos controlados por el GNR.
Desde 1858, la línea del GNR desde Hitchin fue utilizada también por el Midland. Esto y los acuerdos con el MS&LR contribuyeron a minar la "Euston Square Confederacy" establecida por el London and North Western Railway.
Los acuerdos del GNR con el MS&LR también llevaron a que el GNR invirtiera en líneas entre Mánchester y Liverpool. Asimismo, el Midland se implicó en una extensa línea colectiva que llegó a ser conocida como el Cheshire Lines Committee.

### Década de 1860
El papel del GNR en el establecmiento de una ruta anglo-escocesa por la costa este se confirmó mediante la creación del East Coast Joint Stock ("Fondo Social de la Costa Este") en 1860, por el cual el GNR, el North Eastern Railway y el North British Railway gestionaban un parque común de coches de pasajeros. Los principales expresos salían a las 10 de la mañana de King's Cross y Edimburgo, que comenzó a circular en junio de 1862. Hacia la década de 1870 se les conocía como Flying Scotsman.
El Welwyn & Hertford Railway abrió en marzo de 1858, y en 1860 se inauguró otra línea hacia Luton y Dunstable. En 1861, ahora llamado Hertford, Luton & Dunstable, fue absorbido por el GNR. También adquirió en el mismo año la línea del ANB&EJR desde Nottingham hasta Grantham.
El 1 de octubre de 1863, el GNR inició un servicio regular de enlace desde King's Cross hasta Farringdon Street por las amplias líneas urbanas, pero los servicios de cercanías no usaron esta línea hasta el 1 de marzo de 1868, y más tarde se extendió hasta Moorgate Street el 1 de junio de 1869.
En 1864, el GNR adquirió el BS&MCR (de Boston a Sleaford) y las líneas de Bourn y Essendine, alquiló la de West Yorkshire (de Wakefield a Leeds con ramales hasta Batley y Ossett) y tomó una tercera parte en el Methley Joint (de Castleford a Lofthouse & Outwood). En 1865 adquirió el Leeds, Bradford & Halifax y el previamente mencionando West Yorkshire.
En 1866, al final del acuerdo de 14 años con el GER, el GNR siguió explotando la línea de Hitchin y Shepreth y empezó a circular a través de Cambridge.
El 1 de agosto de 1866, el GNR llegó a un acuerdo con el Midland para controlar conjuntamente el Eastern & Midland Railway, que incluía una línea desde Bourne hasta King's Lynn por Spalding. El GNR cedió la concesión desde Stamford hasta Bourne por Essendine a cambio de que el Midland abandonara una línea propuesta desde Saxby hasta Bourne.
Se inauguraron tres nuevas líneas en 1867: el 1 de abril desde March hasta Spalding, el 15 de abril desde Honington hasta Lincoln, y el 15 de julio desde Gainsborough hasta Doncaster. Estas líneas eran en parte tácticas, con vistas a bloquear las repetidas propuestas del GER y el LYR para crear una nueva línea de norte a sur a través de la región. También se inauguró en el mismo año, el 22 de agosto, el Edgware & Highgate Railway desde Seven Sisters Road hasta Edgware, que había adquirido el GNR en junio de 1866.
Al norte de Doncaster, se inauguró el West Riding and Grimsby Railway en febrero de 1866, una empresa conjunta con el MS&LR, dando al GNR una nueva línea exprés directa hasta Wakefield y las líneas de conexión del West Yorkshire Railway hasta Leeds, Bradford y Halifax, que había sido comprado el año anterior.
La estación de Seven Sisters Road, unas pocas millas al norte de King's Cross, se había inaugurado el 1 de julio de 1861. Se le cambió el nombre a Finsbury Park cuando se abrió cerca un nuevo parque público con el mismo nombre en agosto de 1868.

### Década de 1870
El GNR fue más rentable en 1873, gestionando un servicio de trenes expresos más intenso que el del LNWR o el MR. Arrastrados por las locomotoras de Patrick Stirling de una sola rueda motriz, sus trenes eran de los más rápidos del mundo.
Sin embargo, el incremento de los ingresos se vio superado en 1875 por la inversión, que incluía partidas tales como sistemas de bloqueo de señales y enclavamientos, y mejoras para las estaciones y apartaderos.
Se inauguraron líneas secundarias en la década de 1870, como la de Bourne a Sleaford en 1870, de Wood Green a Enfield en 1871, de Finchley a High Barnet en 1872, de Highgate a Alexandra Palace y de Wainfleet a Skegness en 1873, de Ossett a Dewsbury en 1874, de Bradford a Hipley y de Sedgebrook a Barkston en 1875, de Newark a Bottesford y el ramal de Pudsey Greenside en 1878, y finalmente la línea de Queensbury a Ovenden en 1879, que completó una nueva ruta desde Bradford hasta Halifax.
El creciente tráfico de cercanías de Londres causaba problemas en el área de King's Cross, pues solo había dos vías a través de los diversos túneles, y además los trenes de mercancías que entraban en la estación de King's Cross tenían que cruzar la vía de salida al mismo nivel. A la espera de la duplicación de los túneles, se hizo una conexión entre Finsbury Park y el North London Railway en Canonbury, y algunos trayectos suburbanos circularon después hacia Broad Street. Los trenes de Broad Street eran gestionados por el NLR mientras que el LNWR, copropietario de la estación de Broad Street, bloqueaba los intentos del GNR para conseguir acceso.

### Década de 1880
La década de 1880 comenzó mal para el GNR por varias razones: las huelgas de mineros y las escasas cosechas redujeron los ingresos del transporte de mercancías. Las riadas forzaron el cierre completo de la línea de Spalding a Bourn desde el 9 de octubre de 1880 hasta el 1 de febrero de 1881. Se trataba de una línea central y oriental controlada por el GNR, y este se encontró pagando el contrato de arrendamiento de una línea de la que no podía obtener beneficios. Y lo peor de todo, Sutton Bridge Docks se inauguró el 14 de mayo de 1881, en el que el GNR había invertido 55.000£, pero en pocos días estos muelles empezaron a hundirse porque habían sido construidos sobre unos cimientos inestables. Los ingenieros no pudieron encontrar ningún remedio y la inversión fue paralizada.
Mejores noticias fueron los excelentes beneficios del transporte de carbón al otro lado de la línea de extensión de Derbyshire. Para consolidarlo, en el ejercicio de 1880, el GNR presentó un proyecto de ley para una línea secundaria desde Bulwell hasta Newstead, y esta se abrió al transporte de carbón en julio de 1881 y de pasajeros, el 2 de octubre de 1882. En 1881, el GNR compró el Stafford & Uttoxeter Railway, alcanzado mediante la prolongación de Derbyshire por la concesión del North Staffordshire Railway.
Mientras tanto en Lincolnshire, la nueva línea directa de Spalding a Lincoln se inauguró desde Spalding hasta Ruskington por Sleaford el 6 de marzo de 1882 y hasta Lincoln el 1 de agosto, fecha en la que se creó el Grest Northern and Great Eastern Joint Railway, componiéndose, además de la nueva línea Spalding - Lincoln, de las anteriores líneas del GNR de March a Spalding y de Lincoln a Doncaster y la anterior línea del GER de Huntingdon a March, más la línea secundaria de Ramsey desde Somersham. Esta era la línea a los yacimientos de carbón desde Huntingdom hasta Doncaster que el GER había estado buscando durante mucho tiempo, y al GNR le proporcionaba una nueva vía alternativa a los costes del transporte desde Huntingdom hasta Doncaster, para liberar tráfico de la línea principal. En los primeros cinco meses de la línea conjunta, el GNR perdió 50.000£ debido al tráfico desviado, pero según Lord Colville, presidente del GNR, era mejor tener media recaudación de una línea conjunta que tener que competir con una línea directa totalmente foránea.
El ramal de Leicester desde la línea conjunta del GN&LNWR se inauguró en el empalme de Marefield el 1 de enero de 1883, y en el oeste de Yorkshire, la línea desde Thornton hasta Denholme se abrió el 1 de enero de 1884, y hasta Keighley el 1 de noviembre.
En 1888, el Midland & Eastern Railway obtuvo la autorización para construir una nueva conexión con el Midland desde Bourn hasta Saxby, aduciendo la dificultad de funcionamiento por el tráfico desde Bourn hasta Stamford por Essendine. La ley también le dio al Midland permiso para absorber al Bourn and Lynn y al Peterborough, Wisbeach and Sutton Bridge. Esto suponía una amenaza para los intereses del GNR y, como resultado, este llegó a un acuerdo con el Midland para adquirir conjuntamente la sección oeste del Eastern & Midland.

### Década de 1890
Se completó la ampliación del final de la línea principal en Londres.

### Década de 1910

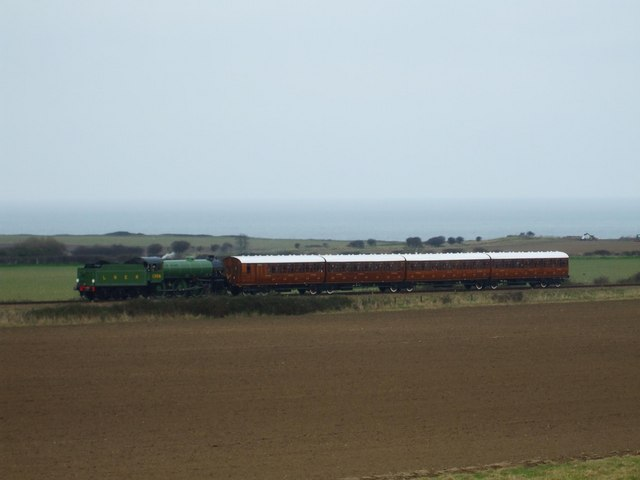
El GNR diseñó un material rodante construido bajo el LNER en 1924

Durante la Primera Guerra Mundial, se hicieron varios ahorros a partir del 22 de febrero de 1915 con una reducción general de servicios ferroviarios. Cada vez hubo menos trenes, aunque más largos. También se llegó a un acuerdo con el GCR y el GER en cuanto al uso común de vagones. Se economizó más aún en 1916, cuando se retiraron los servicios de Nottingham a Daybrook y de Peterborough a Leicester, que nunca fueron restitudos.

### Años 20
Con el Agrupamiento de 1923, el Great Northern se integró en el London and North Eastern Railway.

### Línea secundaria de St Albans
En 1865 se inauguró una línea secundaria desde Hatfield hasta St Albans Abbey por St Albans (London Road). Cerró al tráfico de pasajeros en 1951 y al transporte de mercancías, en 1969. La vía se quitó posteriormente y la ruta se convirtió en un carril para bicicletas de 10,5 km llamado el Alban Way. Los operadores locales de autobús, tales como Arriva Shires & Essex y Uno, proveen las conexiones del transporte público entre Hatfield y St Albans.
Las estaciones de la línea secundaria eran:
- St Albans Abbey
- St Albans (London Road) (1865–1964)
- Salvation Army Halt (1897–1951)
- Hill End (1899–1964)
- Smallford (1866–1969)
- Nast Hyde Halt (1910–1951)
- Lemsford Road Halt (1942–1951)
- Hatfield

Aún existen restos de muchas de las estaciones a lo largo del Alban Way.

### Línea secundaria de Leicester
La línea secundaria de Leicester fue un ramal del Great Northern desde el Great Northern and London and North Western Joint Railway en el empalme de Marefield. Esta tenía las siguientes estaciones:
- Lowesby
- Ingersby
- Thurnby & Scraptoft
- Humberstone
- Leicester Belgrave Road

Entre Humberstone y Belgrave Road, el ferrocarril cruzaba la línea principal del Midland, pero no había intercambio. Los servicios desde Leicester comenzaron en 1882 y circulaban hacia Peterborough y Newark hasta 1916, y hacia Grantham hasta 1953. Las rutas especiales de verano hacia Skegness continuaron hasta 1962.

## Líneas conjuntas
El Great Northern estaba implicado en una serie de ferrocarriles conjuntos.

### Cheshire Lines Committee
El Cheshire Lines Committee (CLC) fue creado en 1862 por el Great Northern y el Mánchester, Sheffield and Lincolnshire Railway. El Midland Railway se hizo socio en 1865. El sistema era el segundo más grande del país, componiéndose de 230 kilómetros de ruta, y circulando desde Mánchester y Stockport hasta Liverpool, Chester y Southport.

### Great Northern and Great Eastern Joint Railway
El Great Northern and Great Eastern Joint Railway fue una línea que circulaba desde March hasta Doncaster y también desde March hasta los yacimientos de carbón de Yorkshire.

### Great Northern and London and North Western Joint Railway
El Great Northern and London and North Western Joint Railway fue un sistema en el este de Leicestershire diseñado para dar al GNR acceso a Leicester, y al London and North Western Railway, acceso a Nottingham, y para permitir la explotación de los depósitos de siderita en el área de Melton Mowbray.

### Halifax and Ovenden Junction Railway

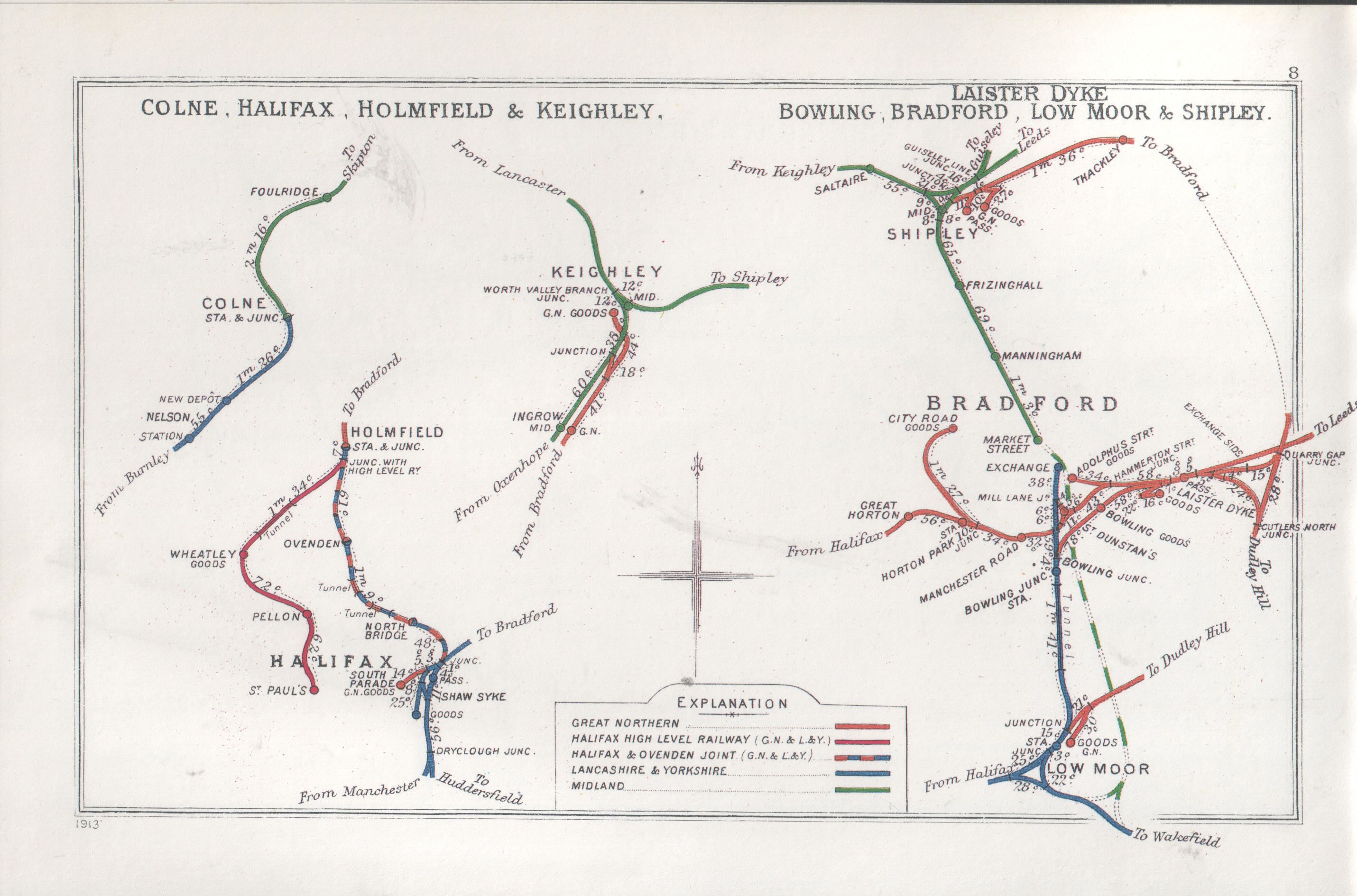
Una gráfica de 1913 de empalmes del Railway Clearing House que muestra (abajo a la izquierda) al Halifax & Ovenden Joint Railway (azul y naranja) y al Halifax High Level Railway (rojo). Algunas líneas puramente del GNR también se muestran (naranja) en tres de los cuatro mapas.

GNR y LYR. Desde Holmfield hasta Halifax. Leyes del 30 de junio de 1864 (incorporación), el 12 de agosto de 1867 y el 1 de agosto de 1870 (haciendo titular al GNR y al LYR). Más tarde fue administrado por el Halifax and Ovenden Joint Committee cuando fue transferido por la British Transport Commission bajo la Ley de Transporte Británico de 1947.

### Halifax High Level Railway
GNR y LYR. Desde Holmfield hasta St. Paul's (Halifax). Leyes del 7 de agosto de 1884 (incorporación), el 25 de septiembre de 1886 (GNR), el 5 de julio de 1887 (GNR), el 26 de julio de 1889 (GNR), el 20 de junio de 1892, el 3 de julio de 1894 (GNR - haciendo titular al GNR y al LYR).

### Midland and Great Northern Joint Railway
El Midland and Great Northern Joint Railway comprendía una línea principal que enlazaba desde Peterborough hasta Great Yarmouth por el sur de Lynn (con concesión hasta King's Lynn) y Melton Constable. Las líneas secundarias conectaban desde Sutton Bridge hasta el Midland Railway cerca de Little Bytham, desde Melton Constable hasta Cromer y desde Melton Constable hasta Norwich.
Asimismo, el Norfolk and Suffolk Joint Railway fue una línea conjunta, propiedad del M&GNR y el Great Eastern Railway. Esta discurría entre Cromer y North Walsham y entre Great Yarmouth y Lowestoft.

### Methley Joint
GNR, LYR y NER. Desde Lofthouse y Outwood hasta Castleford.

### South Yorkshire Joint Railway
GNR, GCR, LYR, MR y NER. Desde Doncaster a través de las cuencas mineras que sirven a las minas de carbón en el área hasta Worksop.

### West Riding and Grimsby Joint Railway
De Doncaster a Wakefield.

## Servicios ferroviarios
El GNR ofrecía servicios desde King's Cross, Londres hasta York junto con muchas líneas secundarias y ramales. El Great Northern fue socio (con el North Eastern Railway y el North British Railway) en el funcionamiento del East Coast Joint Stock desde 1860.

## Accidentes e incidentes
- El 21 de enero de 1876, un tren expreso de pasajeros chocó con la parte trasera de un tren de mercancías en Abbots Ripton, Huntingdonshire, debido a que las señales se habían congelado en una posición clara durante una ventisca. Trece personas murieron y 59 fueron heridas.
- El 14 de abril de 1876, un tren expreso chocó con la parte trasera de un tren correo en Corby, Northamptonshire, porque las señales se habían congelado en una posición clara durante una ventisca.[12]
- El 23 de diciembre de 1876, un tren expreso rebasó las señales y chocó con una serie de vagones en Arlesley Sidings, Bedfordshire. Murieron seis personas[12]
- El 7 de marzo de 1896, un tren de pasajeros descarriló en Little Bytham, Northamptonshire, a causa de haberse supimido prematuramente un límite de velocidad tras la renovación de la vía. Murieron dos personas.[13]
- El 19 de septiembre de 1906, un tren de coches-cama descarriló en Grantham, Lincolnshire, a consecuencia de la excesiva velocidad al cruzar la estación tras pasar las señales de peligro. Catorce personas murieron y diecisiete fueron heridas.

## Lectura adicional
- George Samuel Measom (1861), Official Illustrated Guide to the Great Northern Railway, London: Griffin, Bohn, OCLC 12433505.
- Rayner Thrower, W. (2000). The Great Northern Main Line. Oakwood Press. ISBN 0-85361-297-8.
- Henshaw, A. (2000). The Great Northern Railway in the East Midlands. Railway Correspondence and Travel Society.